# ازبک تپه‌سی
تپهٔ ازبک تپه‌سی مربوط به هزاره دوم و اول قبل از میلاد - سده‌های اولیه و میانه دوران‌های تاریخی پس از اسلام است و در شهرستان مراغه، بخش مرکزی، دهستان سراجوی غربی، روستای اوزبک واقع شده و این اثر در تاریخ ۷ اسفند ۱۳۸۶ با شمارهٔ ثبت ۲۱۲۵۸ به‌عنوان یکی از آثار ملی ایران به ثبت رسیده‌است.